# Фрімонт (Північна Кароліна)
Фрімонт (англ. Fremont) — місто (англ. town) в США, в окрузі Вейн штату Північна Кароліна. Населення — 1196 осіб (2020).

## Географія
Фрімонт розташований за координатами 35°32′37″ пн. ш. 77°58′32″ зх. д. / 35.54361° пн. ш. 77.97556° зх. д. (35.543623, -77.975484).  За даними Бюро перепису населення США в 2010 році місто мало площу 3,52 км², уся площа — суходіл.

## Демографія
Згідно з переписом 2010 року, у місті мешкало 1255 осіб у 544 домогосподарствах у складі 318 родин. Густота населення становила 356 осіб/км².  Було 681 помешкання (193/км²).
Расовий склад населення:
| - 47,7 % — білих - 46,9 % — чорних або афроамериканців - 0,6 % — корінних американців - 0,2 % — азіатів - 1,9 % — осіб інших рас |

До двох чи більше рас належало 2,5 %. Частка іспаномовних становила 3,5 % від усіх жителів.
За віковим діапазоном населення розподілялося таким чином: 20,0 % — особи молодші 18 років, 60,7 % — особи у віці 18—64 років, 19,3 % — особи у віці 65 років та старші. Медіана віку мешканця становила 47,2 року. На 100 осіб жіночої статі у місті припадало 84,8 чоловіків;  на 100 жінок у віці від 18 років та старших — 81,2 чоловіків також старших 18 років.
Середній дохід на одне домашнє господарство  становив 40 367 доларів США (медіана — 29 375), а середній дохід на одну сім'ю — 49 097 доларів (медіана — 33 750). Медіана доходів становила 50 781 долар для чоловіків та 26 167 доларів для жінок. За межею бідності перебувало 22,1 % осіб, у тому числі 29,9 % дітей у віці до 18 років та 10,9 % осіб у віці 65 років та старших.
Цивільне працевлаштоване населення становило 368 осіб. Основні галузі зайнятості: освіта, охорона здоров'я та соціальна допомога — 34,2 %, виробництво — 14,4 %, роздрібна торгівля — 13,6 %.